# اختبار نفسي
يعني الاختبار النفسي (بالإنجليزية Psychological Testing) إجراء فحوصات نفسية مصممة لإعطاء «قياسات موضوعية ومعيارية لعينة من السلوك». يشير مصطلح عينة من السلوك إلى إجراء الفرد لاختبارات تكون عادةً موصوفة مسبقًا.
عينات السلوك هي عبارة عن سلسلة من المواضيع التي تجرى على شكل اختبار كتابي، وهو الشكل الأشيع لهذه لاختبارات، وتُحدد درجة الاختبار وفق مستوى الأداء في هذه المواضيع. يُعتقد أن الدرجة التي يحصل عليها الفرد في الاختبار المُعد جيدًا تعكس التركيب النفسي له، مثل الإنجازات في المواد المدرسية، أو القدرة المعرفية، أو الموهبة، أو الوظيفة الوجدانية، أو الشخصية، إلى آخره....
من المعتقد أن الاختلافات في درجات الاختبارات تعكس الاختلافات الفردية في التركيب الذي يسعى الاختبار لقياسه. يُدعى العلم المسؤول عن الاختبار النفسي بالقياس النفسي.

## الاختبارات النفسية
الاختبار النفسي هو أداة مصممة لقياس التراكيب الخفية، والتي تعرف أيضًا بالمتغيرات الكامنة. تكون الاختبارات النفسية عادةً، وليس بالضرورة، سلسلة من المهام أو المشكلات التي يجب أن يحلها الشخص المستجيب. هذه الاختبارات أشبه ما تكون باستطلاع للرأي، والذي يكون مصممًا أيضًا لقياس التراكيب الخفية، لكنه يختلف عن الاختبارات النفسية التي تطالب بالوصول لأقصى أداء للفرد المستجيب، بينما يقيس الاستطلاع أداء الفرد في حالته الطبيعية.
حتى يكون الاختبار النفسي مفيدًا، يجب أن يملك صفتين: المصداقية (مثال: أن يكون هناك دليل يدعم التفسير الذي تقدمه النتائج) والموثوقية (مثال: الثبات الداخلي، أو إعطاء نتائج ثابتة عند تكرار الاختبار وفقًا للمقيّمين، إلى آخره....).
من المهم أن يملك الناس المتساوون في التركيب المُقاس احتمالًا متساويًا للإجابة عن مواضيع الاختبار بدقة. على سبيل المثال، قد يكون هناك بند في اختبار الرياضيات يقول «في مباراة كرة قدم، حصل لاعبان على بطاقة حمراء، كم عدد اللاعبين الذي بقوا في النهاية؟». لكن هذا الموضوع يتطلب أيضًأ معرفةً بلعبة كرة القدم لإعطاء الإجابة الصحيحة، وليس فقط قدرةً على استخدام الرياضيات
تؤثر عضوية المجموعة أيضًا على فرصة تقديم الإجابة الصحيحة (توظيف المفردات التباينية). تبنى الاختبارات غالبًا بشكل يناسب مجموعة معينة، وهذا يجب أن يؤخذ بالحسبان عند إجراء الاختبارات. إذا كان الاختبار موحدًا لبعض المجموعات المختلفة (مثل الاختلاف في الجنس) في مجموعة سكانية واحدة (مثل إنجلترا) لا يعني هذا بشكل تلقائي أنه موحد أيضًا لمجموعة سكانية أخرى (مثل اليابان).
يشابه التقييم النفسي الاختبار النفسي، لكنه يتضمن عادةً تقييمًا أكثر شمولية للفرد. التقييم النفسي هو عملية تشمل فحص تكامل المعلومات من مصادر عديدة، مثل اختبارات الشخصية الطبيعية وغير الطبيعية، اختبارات القدرة والذكاء، اختبارات الاهتمامات والميول، بالإضافة إلى معلومات مستقاة من مقابلات شخصية.
تُجمع المعلومات غير المباشرة حول التاريخ الشخصي والمهني والطبي، مثل التسجيلات، والمقابلات مع الولدين، الزوج، المعلمين، أو المعالجين والأطباء السابقين. الاختبار النفسي هو واحد من مصادر المعلومات المستخدمة في عملية التقييم. عادة يُستخدم أكثر من اختبار. يقوم العديد من العلماء النفسيين بمستوى ما من التقييم عندما يقدمون خدماتهم للزبائن أو المرضى، وقد يستخدمون على سبيل المثال: قوائم تدقيق بسيطة للدلالة على ضوابط العلاج، أو لتقييم الحالة الوظيفية أو العجز لمنطقة محددة لأغراض مدرسية في الغالب أو للمساعدة على اختيار نوع العلاج أو تقييم نتائج العلاج، أو لمساعدة السلطة القضائية على اتخاذ القرار في قضايا مثل الوصاية على الأطفال أو كفاءة المحاكمة، أو للمساعدة على تقييم المتقدمين إلى العمل أو الموظفين وتقديم استشارات لتطوير المسيرة المهنية أو التدريب المهني.

## التاريخ
ربما كانت الاختبارات واسعة النطاق عبارة عن فحوصات شكلت جزءًا من نظام الاختبارات الإمبراطورية في الصين. استُخدم هذا الاختبار، الذي يعتبر شكلًا من الاختبارات النفسية، لتقييم المرشحين بناءً على مهاراتهم في مواضيع معينة كالقانون المدني والسياسات المالية. صُممت اختبارات الذكاء الباكرة الأخرى للترفيه بدلًا من التحليل. بدأت الاختبارات العقلية الحديثة في فرنسا في القرن التاسع عشر. ساهمت هذه الاختبارات في الفصل بين التخلف العقلي والاعتلال العقلي، والتقليل من الإهمال والتعذيب والتهكم الذي يعاني منه كلا الطرفين.
ابتدع الرجل الإنكليزي فرانسيس غالتون مصطلح القياس النفسي وتحسين النسل، وطور طريقةً لقياس الذكاء بناءً على اختبارات حسية حركية غير لفظية. كانت هذه الاختبارات شائعة في البداية، لكنها هُجرت بعد اكتشاف انعدام علاقتها مع النتائج، مثل درجات امتحان الكلية.
نشر عالم النفس الفرنسي ألفريد بينيه مع عالم النفس فيكتور هنري وتيودور سيمون اختبار بينيه-سايمون في عام 1905، وهذا بعد 15 عامًا من التطوير. ركز هذا الاختبار على القدرات اللفظية، وكان يهدف لكشف التخلف العقلي عند أطفال المدارس.
تعود أصول الاختبارات الشخصية إلى القرنين الثامن عشر والتاسع عشر، عندما كانت تُقيم الشخصية من خلال علم الفراسة، أي قياس جمجمة الكائن البشري، والسحنة، التي تُقيم الشخصية بناءً على مظهر الشخص الخارجي. استبدلت هذه التقنيات الباكرة التي تستخدم العلم الزائف في النهاية بطرق تجريبية في القرن العشرين. كان اختبار ورقة البيانات الشخصية لوودورث أحد أول اختبارات الشخصية الحديثة، وهو قائمة تقرير ذاتي طُورت في الحرب العالمية الأولى واستخدمت للمسح النفسي للمجندين الجدد.

## الأساسيات
يُبنى الاختبار النفسي الصحيح بعد البحث والتطوير الدؤوب على خلاف الاستطلاعات المنشورة في المجلات أو على شبكة الإنترنت، والتي تقول «اكتشف اللون الموافق لشخصيتك»، أو «ما هو عمرك الداخلي؟».
يتألف الاختبار النفسي الصحيح مما يلي:
- المعايرة: يجب أن تكون كل الإجراءات والخطوات مبنية بشكل متناسق وتحت نفس الظروف لتحقيق مستوى أداء الاختبار نفسه من الأفراد المختبرين.
- الموضوعية: يجب أن يكون إحراز النقاط بعيدًا عن الحكم الشخصي والانحياز قدر الإمكان، واحتساب نتيجة كل اختبار بنفس الطريقة.
- معايير الاختبار: تعبر عن متوسط درجات الاختبار لمجموعة كبيرة من الناس حيث يمكن مقارنة أداء الفرد الواحد بنتائج الآخرين عبر تحديد نقطة مقارنة أو إطار مرجعي.
- الموثوقية: الحصول على نفس النتائج بعد إجراء اختبارات عديدة.
- المصداقية: يجب أن يقيس نوع الاختبار المُجرى ما يهدف إلى قياسه.[11]

## تفسير النتائج
يمكن أن تُفسر الاختبارات النفسية وفق نمط قياس نسبي أو معياري بشكل مشابه للعديد من قياسات الخصائص البشرية. المعايير هي بيانات إحصائية حول مجموعة سكانية. يقارن تفسير درجات القياسات النسبية نتائج الفرد في الاختبار مع البيان الإحصائي للمجموعة السكانية. عمليًا، يُجرى الاختبار على عينة أو مجموعة من السكان بدلًا من اختبارهم جميعًا. ينتج عن هذا الاختبار معيار أو مجموعة معايير. يدعى كل تمثيل مفرد للمعايير «المنحنى الجرسي» (يدعى أيضًا «المنحنى الطبيعي»). هذه المعايير متاحة للاختبارات النفسية المعيارية، ما يسمح بفهم كيف تُقارن درجات أحد الأفراد مع معايير المجموعة. تُذكر درجات القياسات النسبية عادةً في مقياس الدرجات المعيارية أو ما يدعى درجة z، أو عند إعادة قياسها.
يقارن تفسير نتائج الاختبار وفق نمط القياس المعياري أداء الفرد إلى بعض المعايير (المحددة مسبقًا) بدلًا من مقارنتها بأداء بقية الأفراد. على سبيل المثال، تمنح اختبارات المدرسة العامة عادةً العلامة نسبةً إلى موضوع المادة، قد يحقق الطالب درجة تساوي 80% في امتحان الجغرافيا. يكون تفسير الدرجات المعتمدة على المقاييس المعيارية أكثر قابلية للتطبيق في اختبارات التحصيل مقارنةً بالاختبارات النفسية.
غالبًا ما يمكن تفسير النتائج بطريقتين: إن الإجابة على 80% من الأسئلة بشكل صحيح في اختبار الجغرافيا يمكن أن يمنح الطالب المرتبة 84 المئوية (أي أنه أفضل من 83% من طلاب صفه وأسوأ من 16% منهم)، أو تكون درجته المعيارية تساوي 1.0 أو حتى 2.0.